# Dietrich Tork
Dietrich Tork, talvolta Diderick Torck (... – 1415 estate), fu Gran Maestro dell'Ordine di Livonia, in carica dal 1413 al 1415, anno della sua morte.

## Biografia
La sua famiglia proveniva dal distretto di Münster ed era una delle più influenti della Vestfalia.
Nel 1408, Torck divenne komtur di Viljandi e nel 1410 sostituì temporaneamente Konrad von Vietinghoff, Maestro dell'Ordine, impegnato in operazioni belliche per qualche tempo. Dopo la morte di von Vietinghoff, Torck gli subentrò nel marzo del 1413, ricevendo poi il placet dell Hochmeister Michael Küchmeister von Sternberg in aprile.
La sua carica durò poco più di due anni, perché morì nella tarda estate del 1415.